# Oskar Rabin
Oskar Jakovlevič Rabin (rusky Оскар Яковлевич Рабин; 2. ledna 1928, Moskva – 7. listopadu 2018 Florencie) byl ruský malíř žijící v Paříži, významný představitel sovětského undergroundu.
Studoval na výtvarné škole VCHUTEIN, odkud byl v roce 1949 propuštěn pro formalismus. Koncem padesátých let založil sdružení nonkonformních umělců Lianozovská škola. Jeho malířské dílo je ovlivněno expresionismem, zobrazuje v temných barvách a karikaturní zkratce reálie každodenního sovětského života. V roce 1974 patřil k organizátorům Buldozerové výstavy. V roce 1978 byl ze SSSR vypovězen, usadil se ve Francii. V roce 2006 mu byl vrácen ruský pas.
Malířem byl i jeho syn Alexandr Rabin (1951–1994).

## Sbírky
- Treťjakovská galerie, Moskva
- Státní ruské muzeum, Petrohrad
- Musée Maillol, Paříž

## Výstavy
- Kolektivní výstava, Světový festival mládeže a studentstva, Moskva 1957
- Londýn, 1965
- Jersey City, 1984
- Moskva, 1991
- Petrohrad, 1993